# Isabella Swan
Isabella Marie Swan, familiarment Bella, és un dels personatges principals de la saga Crepuscle la novel·la juvenil escrita per Stephenie Meyer. És el personatge des del punt de vista del qual està narrada la major part de la tetralogia.
Bella és una adolescent estatunidenca que quan entra a l'institut es fixa especialment en uns pocs nois inabitualment guapos i de pell extremadament blanca. A través d'ells coneixerà un grup de vampirs, i més tard es relacionarà també amb homes llop, tradicionalment enfrontats amb els primers. S'enamorarà d'un vampir, Edward Cullen, i d'un home llop, Jacob Black. Coneixerà ambdues cultures, haurà d'escollir entre un dels dos amants i decidir si vol transformar-se en vampiresa, a més d'enfrontar-se als enemics que anirà trobant.
També haurà de triar entre un home llop o un vampir, i el que ella ha de tenir en compte és que els dos són assassins.
Quan la seva mare decideix viatjar amb el seu nou marit pel món, ja que és jugador de beisbol professional, la Bella decideix anar a viure amb el seu pare, en Charlie, a Forks.
La Bella Swana de moment ha protagonitzat 5 pel·lícules de la Saga Crepúsculo: crepusculo, luna nueva, eclipse i la primera i segona part de amanecer.
De novel·les de la saga se n'han publicat totes, tot i que amanecer se centra en un sol llibre, totes estan narrades des del punt de vista de Bella Swan, l'escriptora dels llibres volia publicar "el sol de media noche", que correspon al llibre Crepusculo, però narrat pel vampir Edward Cullen, finalment van cancel·lar la seva venda, ja que uns fans en van publicar les primeres pàgines i ella va decidir que no el publicaria.